# امیلی بتی
امیلی بتی (به انگلیسی: Emily Batty) زاده ۱۶ ژوئن ۱۹۸۸) دوچرخه‌سوار کوهستان اهل کانادا است. وی در بازی‌های اتحادیه کشورهای مشترک‌المنافع در سال ۲۰۱۴ در رشته دوچرخه‌سواری کوهستان موفق به کسب مدال نقره شد.